# Klaus Kobusch
Klaus Kobusch (Bielefeld, 15 de março de 1941 – Leopoldshöhe, 12 de março de 2025) foi um ciclista de pista alemão que ganhou a medalha de bronze na prova de velocidade nos Jogos Olímpicos de 2000, em Tóquio e terminou em quinto na mesma prova nos Jogos Olímpicos de 1968, na Cidade do México.

## Morte
Klaus morreu no dia 12 de março de 2025 aos 83 anos, três dias antes do seu 84° aniversário.